# Klimat Barcelony
Barcelona i jej aglomeracja znajduje się w strefie klimatu subtropikalnego typu śródziemnomorskiego (w klasyfikacji klimatów Köppena: Csa). Jednak charakterystyka opadów – ich dość równomierne występowanie w skali roku i mniejsze niż w typowym klimacie śródziemnomorskim opady w najchłodniejszych miesiącach – może być postrzegana jako przejściowa dla wilgotnego klimatu podzwrotnikowego (subtropikalnego wilgotnego, w klasyfikacji klimatów Köppena: Cfa). Klimat cechuje się łagodnymi zimami i długimi ciepłymi latami. Średnia roczna temperatura wynosi 20 °C w dzień i 12 °C w nocy na wybrzeżu oraz 21 °C w dzień i 15 °C w nocy w centrum miasta.
W rejonie Barcelony znajdują się dwie główne stacje klimatyczne nadzorowane przez hiszpańską agencję meteorologiczną Agencia Estatal de Meteorología – w Obserwatorium Fabry (nr stacji: 0200E) znajdującą się na górzystych obrzeżach, na niezamieszkałym wzgórzu na wysokości 408 metrów oraz w międzynarodowym porcie lotniczym Barcelona (nr stacji: 0076) znajdującą się wybrzeżu. Istnieją też mniejsze stacje meteorologiczne w innych punktach aglomeracji.

## Temperatura

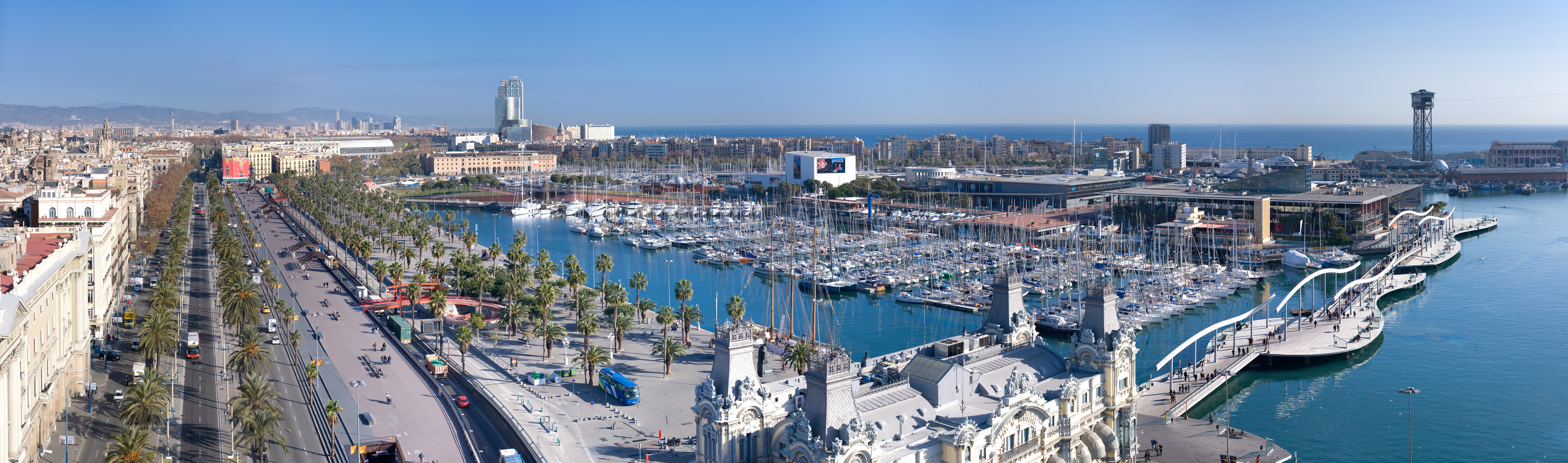
Panorama miasta od strony portu w styczniu

Średnia temperatura trzech najchłodniejszych miesięcy – grudnia, stycznia i lutego wynosi około 14 °C w dzień i 5 °C w nocy na wybrzeżu oraz 15 °C w dzień i 9 °C w nocy w centrum miasta, zima pod względem temperatury i nasłonecznienia przypomina kwiecień i październik w Polsce. W centrum miasta temperatury mogą być wyższe niż na wybrzeżu w związku ze zjawiskiem miejskiej wyspy ciepła. W najzimniejszym miesiącu roku – styczniu, temperatury wynoszą zwykle od 7 do 17 °C w ciągu dnia, od 2 do 10 °C w nocy, a średnia temperatura morza wynosi 13 °C. Średnia temperatura sześciu miesięcy letnich, od maja do października wynosi około 25 °C w dzień i 17 °C w nocy. W najcieplejszym miesiącu roku – sierpniu, temperatury wynoszą zwykle od 25 do 31 °C w ciągu dnia, ponad 20 °C w nocy, a średnia temperatura morza wynosi 25 °C. Temperatury powyżej 30 °C występują w kilkunastu dniach rocznie, głównie w lipcu i sierpniu. Dwa miesiące – kwiecień i listopad mają charakter przejściowy, ze średnią temperaturą około 18 °C w ciągu dnia i 9 °C podczas nocy, pod względem temperatury i nasłonecznienia przypominają maj i wrzesień w Polsce. Najwyższe odnotowane temperatury to 37,4 °C na wybrzeżu i 38,2 °C w centrum, które miały miejsce 27 sierpnia 2010. Najniższą zanotowaną temperaturą było −8,0 °C na wybrzeżu i −1,0 °C w centrum miasta, które miały miejsce w nocy 27 stycznia 2005.
| Miesiąc                                 | Sty  | Lut  | Mar  | Kwi  | Maj  | Cze  | Lip  | Sie  | Wrz  | Paź  | Lis  | Gru  | Roczna |
| --------------------------------------- | ---- | ---- | ---- | ---- | ---- | ---- | ---- | ---- | ---- | ---- | ---- | ---- | ------ |
| Średnie temperatury w dzień [°C]        | 13,6 | 14,3 | 16,1 | 18,0 | 21,1 | 24,9 | 28,0 | 28,5 | 26,0 | 22,1 | 17,3 | 14,3 | 20,3   |
| Średnie dobowe temperatury [°C]         | 9,2  | 9,9  | 11,8 | 13,7 | 16,9 | 20,9 | 23,9 | 24,4 | 21,7 | 17,8 | 13,0 | 10,0 | 16,1   |
| Średnie temperatury w nocy [°C]         | 4,7  | 5,4  | 7,4  | 9,4  | 12,8 | 16,8 | 19,8 | 20,2 | 17,4 | 13,5 | 8,6  | 5,7  | 11,8   |
| Źródło: Agencia Estatal de Meteorología |      |      |      |      |      |      |      |      |      |      |      |      |        |

| Miesiąc                           | Sty  | Lut  | Mar  | Kwi  | Maj  | Cze  | Lip  | Sie  | Wrz  | Paź  | Lis  | Gru  | Roczna |
| --------------------------------- | ---- | ---- | ---- | ---- | ---- | ---- | ---- | ---- | ---- | ---- | ---- | ---- | ------ |
| Średnie temperatury w dzień [°C]  | 14,8 | 15,6 | 17,4 | 19,1 | 22,5 | 26,1 | 28,6 | 29,0 | 25,6 | 22,5 | 17,9 | 15,1 | 21,2   |
| Średnie dobowe temperatury [°C]   | 11,8 | 12,4 | 14,2 | 15,8 | 19,3 | 23,0 | 25,8 | 26,1 | 23,0 | 19,5 | 14,9 | 12,3 | 18,2   |
| Średnie temperatury w nocy [°C]   | 8,8  | 9,3  | 10,9 | 12,5 | 16,1 | 19,8 | 22,7 | 23,1 | 20,0 | 16,5 | 11,9 | 9,5  | 15,1   |
| Źródło: Ayuntamiento de Barcelona |      |      |      |      |      |      |      |      |      |      |      |      |        |

## Opady
Barcelona ma 500–600 mm opadów rocznie i nieco ponad 50 dni deszczowych rocznie przy opadach ≥1mm, ponad 70 dni deszczowych rocznie przy opadach ≥0,1mm, ze średnią kilka dni deszczowych w miesiącu. Opady wahają się średnio od 2–3 dni w lipcu do 6–9 dni deszczowych w październiku. Opady śniegu są niewielkie i rzadkie, do kilku razy na dekadę.
Opady są dość równomierne w skali roku. Występują tu mniejsze niż w typowym klimacie śródziemnomorskim opady w najchłodniejszych miesiącach i większe w najcieplejszym okresie, dzięki czemu pora sucha w środku lata ma łagodniejszy charakter.

## Burze
W Barcelonie występuje 19,9 dni z burzą rocznie.
| Sty | Lut | Mar | Kwi | Maj | Cze | Lip | Sie | Wrz | Paź | Lis | Gru | Rok  |
| --- | --- | --- | --- | --- | --- | --- | --- | --- | --- | --- | --- | ---- |
| 0,3 | 0,4 | 0,8 | 1,3 | 1,7 | 1,5 | 1,3 | 3,5 | 3,5 | 2,8 | 1,2 | 0,4 | 19,9 |

## Wilgotność
Wilgotność powietrza ma najniższą wartość procentową w najcieplejszych miesiącach – od czerwca do sierpnia, natomiast najwyższa wilgotność występuje w październiku.
| Sty | Lut | Mar | Kwi | Maj | Cze | Lip | Sie | Wrz | Paź | Lis | Gru | Rok |
| --- | --- | --- | --- | --- | --- | --- | --- | --- | --- | --- | --- | --- |
| 70  | 70  | 70  | 69  | 70  | 68  | 67  | 68  | 70  | 73  | 71  | 69  | 69  |

## Mgła
W Barcelonie występuje zaledwie 9,4 dnia z mgłą rocznie.
| Sty | Lut | Mar | Kwi | Maj | Cze | Lip | Sie | Wrz | Paź | Lis | Gru | Rok |
| --- | --- | --- | --- | --- | --- | --- | --- | --- | --- | --- | --- | --- |
| 0,4 | 1,2 | 1,7 | 1,4 | 1,2 | 0,5 | 0,3 | 0,3 | 0,9 | 0,7 | 0,7 | 0,2 | 9,4 |

## Wiatr
Najczęściej wiatr wieje z południowego zachodu (33,7%) i z południa (21,1%).
| Procent wiejącego wiatru w stosunku od kierunku |
| ----------------------------------------------- |
| 7,2% 3,7% 15,2% 11,3% 21,1% 33,7% 4,4% 3,4%     |

## Światło dzienne
Ze względu na to, że Barcelona położona jest w Europie Południowej, dni w zimie nie są tak krótkie jak w północnej części Europy, średnia długość dnia od wschodu do zachodu słońca w okresie od grudnia do lutego wynosi 10 godzin (dla porównania Warszawa czy Londyn – około 8 godzin).
|                | Sty | Lut | Mar | Kwi | Maj | Cze | Lip | Sie | Wrz | Paź | Lis | Gru |
| -------------- | --- | --- | --- | --- | --- | --- | --- | --- | --- | --- | --- | --- |
| Dzień          | 10  | 11  | 12  | 13  | 15  | 15  | 15  | 14  | 12  | 11  | 10  | 9   |
| Zmierzch / noc | 14  | 13  | 12  | 11  | 9   | 9   | 9   | 10  | 12  | 13  | 14  | 15  |

## Nasłonecznienie
Barcelona ma około 2500–2600 godzin czystej słonecznej pogody rocznie, od ponad 141 h (średnio 4,5 godziny dziennie, ponad 4 razy więcej niż w Polsce) w grudniu do 305 h (średnio 10 godzin czystego słońca na dobę, 1/5 więcej niż w Polsce) w lipcu. Prawdopodobieństwo bezchmurnej słonecznej pogody w Barcelonie wynosi 56%, a prawdopodobieństwo zachmurzenia wynosi 44% w skali roku (w Polsce: 38% dla bezchmurnej pogody, 62% dla zachmurzenia). Liczba waha się od 47% słonecznej pogody w grudniu do 68% słonecznej pogody w lipcu. W tabelach przedstawiono dane dla Barcelony i Polski w celu orientacyjnym:
|           | Sty | Lut | Mar | Kwi | Maj | Cze | Lip | Sie | Wrz | Paź | Lis | Gru | Rok  |
| --------- | --- | --- | --- | --- | --- | --- | --- | --- | --- | --- | --- | --- | ---- |
| Polska    | 31  | 58  | 124 | 150 | 217 | 240 | 248 | 217 | 150 | 93  | 60  | 31  | 1619 |
| Barcelona | 151 | 163 | 206 | 228 | 250 | 266 | 305 | 278 | 229 | 182 | 145 | 141 | 2591 |

|           | Sty | Lut | Mar | Kwi | Maj | Cze | Lip | Sie | Wrz | Paź | Lis | Gru | Rok |
| --------- | --- | --- | --- | --- | --- | --- | --- | --- | --- | --- | --- | --- | --- |
| Polska    | 21  | 20  | 32  | 39  | 53  | 50  | 44  | 48  | 43  | 37  | 19  | 17  | 38% |
| Barcelona | 50  | 56  | 48  | 54  | 57  | 62  | 69  | 57  | 55  | 52  | 52  | 47  | 56% |

|           | Sty | Lut | Mar | Kwi | Maj | Cze | Lip | Sie | Wrz | Paź | Lis | Gru | Rok |
| --------- | --- | --- | --- | --- | --- | --- | --- | --- | --- | --- | --- | --- | --- |
| Polska    | 1   | 1   | 2   | 4   | 5   | 6   | 6   | 5   | 4   | 2   | 1   | 0   | 3   |
| Barcelona | 2   | 3   | 4   | 6   | 7   | 9   | 9   | 8   | 6   | 4   | 2   | 1   | 5   |

|           | Sty  | Lut  | Mar  | Kwi  | Maj  | Cze  | Lip  | Sie  | Wrz  | Paź  | Lis  | Gru  | Rok   |
| --------- | ---- | ---- | ---- | ---- | ---- | ---- | ---- | ---- | ---- | ---- | ---- | ---- | ----- |
| Polska    | 18,0 | 27,3 | 38,1 | 49,8 | 58,1 | 61,3 | 58,3 | 49,9 | 38,5 | 27,0 | 17,9 | 14,5 | 38,2° |
| Barcelona | 28,8 | 38,1 | 49,0 | 60,6 | 68,9 | 72,1 | 69,1 | 60,8 | 49,3 | 37,8 | 28,7 | 25,3 | 49,1° |

## Temperatura morza
Średnia roczna temperatura morza wynosi 18,6 °C i waha się od 13 °C w okresie styczeń – marzec do 25 °C w sierpniu. Średnia dobowa temperatura morza przekracza 20 °C w okresie od czerwca do października, a dzienna temperatura morza w okresie od maja do listopada. W tabeli przedstawiono miesięczne temperatury morza w porównaniu z Sopotem (w celu orientacyjnym).
|           | Sty  | Lut  | Mar  | Kwi  | Maj  | Cze  | Lip  | Sie  | Wrz  | Paź  | Lis  | Gru  | Rok  |
| --------- | ---- | ---- | ---- | ---- | ---- | ---- | ---- | ---- | ---- | ---- | ---- | ---- | ---- |
| Polska    | 3,3  | 2,8  | 2,4  | 4,8  | 10,1 | 15,1 | 18,5 | 19,2 | 17,4 | 13,3 | 9,7  | 6,1  | 10   |
| Barcelona | 13,4 | 13,1 | 13,3 | 15,0 | 18,1 | 21,9 | 23,9 | 25,2 | 24,1 | 21,8 | 18,3 | 15,4 | 18,6 |

|       | Sty  | Lut  | Mar  | Kwi  | Maj  | Cze  | Lip  | Sie  | Wrz  | Paź  | Lis  | Gru  | Rok  |
| Noc   | 12,5 | 12,6 | 12,2 | 12,6 | 14,9 | 18,3 | 21,2 | 23,3 | 21,5 | 19,2 | 16,2 | 13,2 | 16,5 |
| Dzień | 14,4 | 13,7 | 14,4 | 17,2 | 21,3 | 25,6 | 26,6 | 27,1 | 26,8 | 24,5 | 20,4 | 17,7 | 20,8 |

## Ogólne dane
| Miesiąc | Sty  | Lut  | Mar  | Kwi  | Maj  | Cze  | Lip  | Sie  | Wrz  | Paź  | Lis  | Gru  | Roczna |
| --- | ---- | ---- | ---- | ---- | ---- | ---- | ---- | ---- | ---- | ---- | ---- | ---- | ------ |
| Średnie temperatury w dzień [°C]                                                                                             | 13,6 | 14,3 | 16,1 | 18,0 | 21,1 | 24,9 | 28,0 | 28,5 | 26,0 | 22,1 | 17,3 | 14,3 | 20,3   |
| Średnie dobowe temperatury [°C]                                                                                              | 9,2  | 9,9  | 11,8 | 13,7 | 16,9 | 20,9 | 23,9 | 24,4 | 21,7 | 17,8 | 13,0 | 10,0 | 16,1   |
| Średnie temperatury w nocy [°C]                                                                                              | 4,7  | 5,4  | 7,4  | 9,4  | 12,8 | 16,8 | 19,8 | 20,2 | 17,4 | 13,5 | 8,6  | 5,7  | 11,8   |
| Opady [mm] | 37   | 35   | 36   | 40   | 47   | 30   | 21   | 62   | 81   | 91   | 59   | 40   | 588    |
| Średnia liczba dni z opadami                                                                                                 | 3,7  | 4,0  | 4,5  | 5,1  | 4,7  | 3,6  | 1,8  | 4,5  | 5,2  | 6,3  | 5,1  | 4,4  | 53,3   |
| Wilgotność [%] | 70   | 70   | 70   | 69   | 70   | 68   | 67   | 68   | 70   | 73   | 71   | 69   | 69     |
| Średnie usłonecznienie [h]                                                                                                   | 151  | 163  | 206  | 228  | 250  | 266  | 305  | 278  | 229  | 182  | 145  | 141  | 2591   |
| Źródło: Agencia Estatal de Meteorología (liczba dni z opadami dla wartości 1 mm, wysokość 4 m n.p.m., nad morzem, 1981-2010) |      |      |      |      |      |      |      |      |      |      |      |      |        |

| Miesiąc                                                                                                 | Sty  | Lut  | Mar  | Kwi  | Maj  | Cze  | Lip  | Sie  | Wrz  | Paź  | Lis  | Gru  | Roczna |
| --- | ---- | ---- | ---- | ---- | ---- | ---- | ---- | ---- | ---- | ---- | ---- | ---- | ------ |
| Średnie temperatury w dzień [°C]                                                                        | 14,8 | 15,6 | 17,4 | 19,1 | 22,5 | 26,1 | 28,6 | 29,0 | 25,6 | 22,5 | 17,9 | 15,1 | 21,2   |
| Średnie dobowe temperatury [°C]                                                                         | 11,8 | 12,4 | 14,2 | 15,8 | 19,3 | 23,0 | 25,8 | 26,1 | 23,0 | 19,5 | 14,9 | 12,3 | 18,2   |
| Średnie temperatury w nocy [°C]                                                                         | 8,8  | 9,3  | 10,9 | 12,5 | 16,1 | 19,8 | 22,7 | 23,1 | 20,0 | 16,5 | 11,9 | 9,5  | 15,1   |
| Opady [mm]                                                                                              | 43,7 | 31,4 | 33,0 | 47,7 | 47,4 | 25,5 | 25,1 | 40,8 | 81,9 | 96,5 | 45,1 | 46,8 | 565    |
| Średnia liczba dni z opadami                                                                            | 7,0  | 5,0  | 6,2  | 7,9  | 7,5  | 5,5  | 3,1  | 5,8  | 8,0  | 9,0  | 6,6  | 7,0  | 78,5   |
| Źródło: Ayuntamiento de Barcelona, (liczba dni z opadami dla wartości 0,1 mm, 5 km od morza, 1987-2010) |      |      |      |      |      |      |      |      |      |      |      |      |        |

| Miesiąc | Sty  | Lut  | Mar  | Kwi  | Maj  | Cze  | Lip  | Sie  | Wrz  | Paź  | Lis  | Gru  | Roczna |
| --- | ---- | ---- | ---- | ---- | ---- | ---- | ---- | ---- | ---- | ---- | ---- | ---- | ------ |
| Średnie temperatury w dzień [°C]                                                                                                  | 11,1 | 12,5 | 15,2 | 17,2 | 21,0 | 25,2 | 28,4 | 28,3 | 24,6 | 20,1 | 14,7 | 11,8 | 19,2   |
| Średnie dobowe temperatury [°C]                                                                                                   | 8,2  | 9,1  | 11,4 | 13,2 | 16,8 | 20,8 | 23,8 | 23,9 | 20,7 | 16,8 | 11,8 | 9,1  | 15,5   |
| Średnie temperatury w nocy [°C]                                                                                                   | 5,3  | 5,7  | 7,6  | 9,1  | 12,5 | 16,4 | 19,3 | 19,5 | 16,7 | 13,4 | 8,8  | 6,4  | 11,7   |
| Opady [mm] | 50   | 43   | 44   | 53   | 58   | 30   | 24   | 41   | 75   | 91   | 66   | 46   | 621    |
| Średnia liczba dni z opadami | 4,8  | 4,3  | 5,1  | 5,8  | 5,7  | 3,5  | 1,9  | 4,3  | 5,5  | 6,5  | 5,1  | 4,6  | 57,1   |
| Wilgotność [%] | 69   | 69   | 69   | 68   | 68   | 67   | 66   | 70   | 74   | 75   | 71   | 69   | 70     |
| Średnie usłonecznienie [h] | 166  | 175  | 188  | 211  | 248  | 270  | 304  | 262  | 190  | 178  | 158  | 156  | 2506   |
| Źródło: Agencia Estatal de Meteorología (liczba dni z opadami dla wartości 1 mm, wysokość 408 m n.p.m., 8 km od morza, 1981-2010) |      |      |      |      |      |      |      |      |      |      |      |      |        |

| Miesiąc | Sty  | Lut  | Mar  | Kwi  | Maj  | Cze  | Lip  | Sie  | Wrz  | Paź  | Lis  | Gru  | Roczna |
| --- | ---- | ---- | ---- | ---- | ---- | ---- | ---- | ---- | ---- | ---- | ---- | ---- | ------ |
| Średnie temperatury w dzień [°C]                                                                                             | 13,4 | 14,6 | 15,9 | 17,6 | 20,5 | 24,2 | 27,5 | 28,0 | 25,5 | 21,5 | 17,0 | 14,3 | 20,0   |
| Średnie dobowe temperatury [°C]                                                                                              | 8,9  | 10,0 | 11,3 | 13,1 | 16,3 | 20,0 | 23,1 | 23,7 | 21,1 | 17,1 | 12,6 | 10,0 | 15,6   |
| Średnie temperatury w nocy [°C]                                                                                              | 4,4  | 5,3  | 6,7  | 8,5  | 12,0 | 15,7 | 18,6 | 19,3 | 16,7 | 12,6 | 8,1  | 5,7  | 11,1   |
| Opady [mm] | 41   | 29   | 42   | 49   | 59   | 42   | 20   | 61   | 85   | 91   | 58   | 51   | 640    |
| Średnia liczba dni z opadami                                                                                                 | 5    | 4    | 5    | 5    | 5    | 4    | 2    | 4    | 5    | 6    | 5    | 5    | 55     |
| Średnie usłonecznienie [h]                                                                                                   | 149  | 163  | 200  | 220  | 244  | 262  | 310  | 282  | 219  | 180  | 146  | 138  | 2524   |
| Źródło: Agencia Estatal de Meteorología (liczba dni z opadami dla wartości 1 mm, wysokość 4 m n.p.m., nad morzem, 1971-2000) |      |      |      |      |      |      |      |      |      |      |      |      |        |

| Miesiąc                                                                                                | Sty  | Lut  | Mar  | Kwi  | Maj  | Cze  | Lip  | Sie  | Wrz  | Paź  | Lis  | Gru  | Roczna |
| --- | ---- | ---- | ---- | ---- | ---- | ---- | ---- | ---- | ---- | ---- | ---- | ---- | ------ |
| Średnie temperatury w dzień [°C]                                                                       | 13,7 | 14,1 | 15,7 | 17,4 | 20,2 | 23,7 | 26,8 | 27,9 | 24,8 | 21,5 | 17,2 | 14,4 | 19,8   |
| Średnie dobowe temperatury [°C]                                                                        | 10,1 | 10,7 | 12,5 | 14,2 | 17,4 | 21,3 | 24,3 | 25,0 | 21,8 | 18,3 | 13,7 | 11,0 | 16,7   |
| Średnie temperatury w nocy [°C]                                                                        | 6,7  | 7,2  | 9,3  | 11,0 | 14,6 | 18,6 | 21,7 | 21,8 | 18,8 | 15,1 | 10,3 | 7,6  | 13,6   |
| Opady [mm]                                                                                             | 43,8 | 36,3 | 36,3 | 41,8 | 49,7 | 37,2 | 25,2 | 49,3 | 78,4 | 80,9 | 54,4 | 41,2 | 575    |
| Średnia liczba dni z opadami                                                                           | 7,8  | 7,3  | 7,5  | 8,7  | 7,6  | 4,4  | 3,8  | 4,8  | 7,0  | 6,7  | 6,5  | 4,0  | 76,1   |
| Wilgotność [%]                                                                                         | 67.3 | 65.0 | 69.0 | 71.7 | 73.0 | 71.9 | 72.9 | 72.7 | 72.0 | 73.3 | 69.1 | 69.7 | 70,5   |
| Źródło: MeteoBDN (liczba dni z opadami dla wartości 0,1 mm, wysokość 30 m n.p.m., 1981-2010/2009-2017) |      |      |      |      |      |      |      |      |      |      |      |      |        |

| Miesiąc                                                                                                   | Sty  | Lut  | Mar  | Kwi  | Maj  | Cze  | Lip  | Sie  | Wrz  | Paź  | Lis  | Gru  | Roczna |
| --- | ---- | ---- | ---- | ---- | ---- | ---- | ---- | ---- | ---- | ---- | ---- | ---- | ------ |
| Średnie temperatury w dzień [°C]                                                                          | 10,8 | 11,8 | 15,0 | 17,2 | 21,0 | 25,6 | 27,9 | 27,5 | 23,5 | 19,8 | 14,4 | 11,3 | 18,8   |
| Średnie dobowe temperatury [°C]                                                                           | 5,7  | 6,6  | 9,6  | 12,2 | 16,0 | 20,6 | 23,0 | 22,7 | 19,2 | 15,6 | 9,8  | 6,3  | 13,9   |
| Średnie temperatury w nocy [°C]                                                                           | 1,6  | 2,1  | 4,6  | 7,4  | 11,1 | 15,4 | 18,2 | 18,3 | 15,4 | 11,9 | 5,9  | 2,4  | 9,5    |
| Opady [mm]                                                                                                | 36   | 36   | 46   | 62   | 58   | 44   | 37   | 53   | 90   | 94   | 61   | 41   | 658    |
| Średnia liczba dni z opadami                                                                              | 5    | 5    | 5    | 7    | 6    | 5    | 5    | 6    | 9    | 8    | 6    | 4    | 80     |
| Wilgotność [%]                                                                                            | 79   | 75   | 71   | 72   | 70   | 67   | 67   | 70   | 76   | 79   | 79   | 79   | 74     |
| Źródło: climate-data.org (liczba dni z opadami dla wartości 1 mm, wysokość ~286 m n.p.m., 24 km od morza) |      |      |      |      |      |      |      |      |      |      |      |      |        |